# En Vivo Televisión
En Vivo Televisión (conocida como Nuevos Días Televisión entre 1995 y 1997) fue una programadora de televisión colombiana que operó entre 1995 y 2001. Sus principales producciones fueron el programa matutino En vivo (1995-1996), el programa de entrevistas con el mismo título (1996-1997), y los noticieros de lunes a viernes como En vivo 9:30 (noche) y En vivo 6:30 (mañana) que se transmitieron en el Canal A entre 1998 y 2001.

## Historia
Nuevos Días / En Vivo se destaca como una programadora que comenzó a operar en medio de un período de concesión, no al inicio de una nueva licitación, comenzando emisiones el martes 21 de marzo de 1995. Esto se debe a que en el período 1995-96, Inravisión experimentó con 24 horas de emisión para sus dos canales comerciales. Esto no resultó en un éxito financiero para ninguna de las partes involucradas; Los cuatro programas de noticias de la mañana (En Vivo, Buenos Días Colombia y programas de Caracol y RCN) estaban perdiendo dinero.
Sin embargo, otros eventos fuera de ciclo impulsaron el ascenso de esta empresa en la Cadena Uno. Cuando Producciones Cinevisión, una de las programadoras más grandes en ese canal, salió del aire, sus espacios fueron a una licitación para ser re-adjudicados a los solicitantes participantes. En esta licitación, Nuevos Días Televisión fue uno de los ganadores más importantes, ganando el espacio de la noche de lunes a viernes para su nuevo programa de entrevistas y varios otros espacios utilizados para transmitir programación de distintos tipos.
En la licitación de 1997, Nuevos Días Televisión recibió 9,5 horas en el Canal A, incluyendo el noticiero de las 9:30 de la noche. A principios de 1998, la empresa cambió su nombre comercial de Nuevos Días Televisión a En Vivo Televisión. 
La crisis de las programadoras afectó a En Vivo Televisión con bastante rapidez. En 2000, En Vivo Televisión fue la primera empresa del sector en buscar protección contra la bancarrota, siendo la primera de un grupo de 7 programadoras en acogerse a la ley 550.
En junio de 2001, la empresa tomó la decisión de cesar sus operaciones por razones que incluyen el no pago de salarios de reporteros y presentadores y una deuda de 14 mil millones de pesos colombianos (más de 6 millones de dólares).